# Toni Payne
Pour les articles homonymes, voir Payne.
Toni Payne, née le 22 avril 1995 à Birmingham aux États-Unis, est une footballeuse internationale nigériane évoluant au poste d'attaquante. Elle joue à Everton FC.

## Biographie
Toni Payne grandit à Birmingham dans l'état de l'Alabama aux États-Unis de parents nigériens. Elle est la sœur aînée de Stephen Payne (en) et Nicole Payne également footballeurs. 

### En club
De 2016 à 2018, elle joue au sein du club d'Ajax Amsterdam. En 2018, elle signe au club de Séville.

### En sélection nationale
De sa naissance et son ascendance, Toni Payne peut choisir de jouer dans l'équipe américaine ou nigériane. Elle entre pour la première fois sur le terrain en équipe nationale nigériane le 18 février 2021 lors d'un match contre Moscou pendant la Turkish Women's Cup (en).
Elle figure parmi les 23 joueuses retenues par Randy Waldrum (en) pour la Coupe du monde 2023.

## Palmarès

### En équipe nationale
Nigeria
- Vainqueur de la Coupe d'Afrique des nations 2024